# جوایز و جشنواره فیلم اسب طلایی
جوایز و جشنواره فیلم اسب طلایی (انگلیسی: Golden Horse Film Festival and Awards) یک جشنواره فیلم و مراسم اهدای جوایز است که سالیانه در تایوان برگزار می‌گردد.